# ABC des Anarchismus
ABC des Anarchismus bzw. Das ABC des kommunistischen Anarchismus ist eine Einführung in die Prinzipien des Anarchismus und des kommunistischen Anarchismus, geschrieben von Alexander Berkman (1870–1936), einem lebenslangen Freund und zeitweiligen Liebhaber von Emma Goldman.

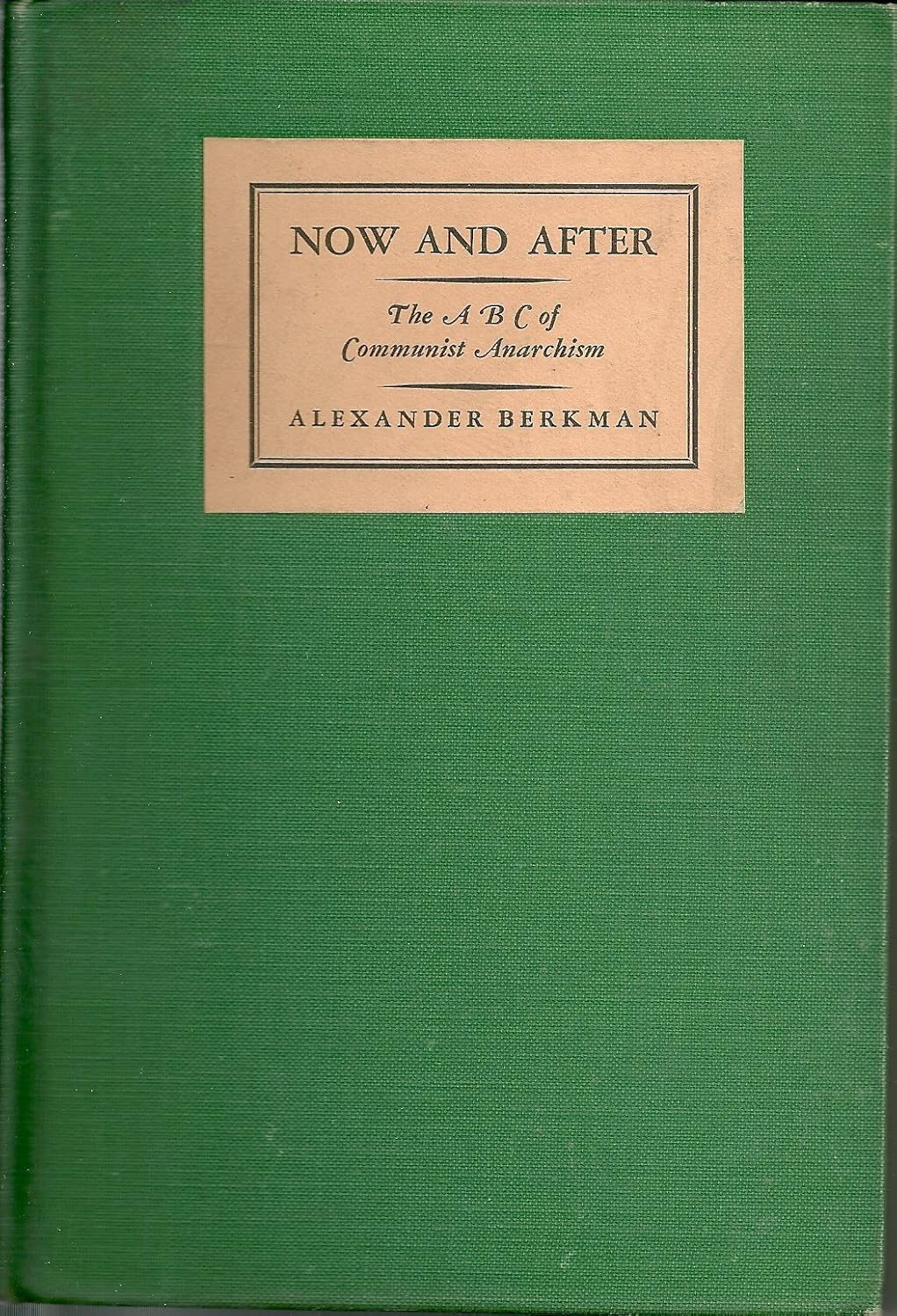
Einband der englischsprachigen Ausgabe

## Einführung

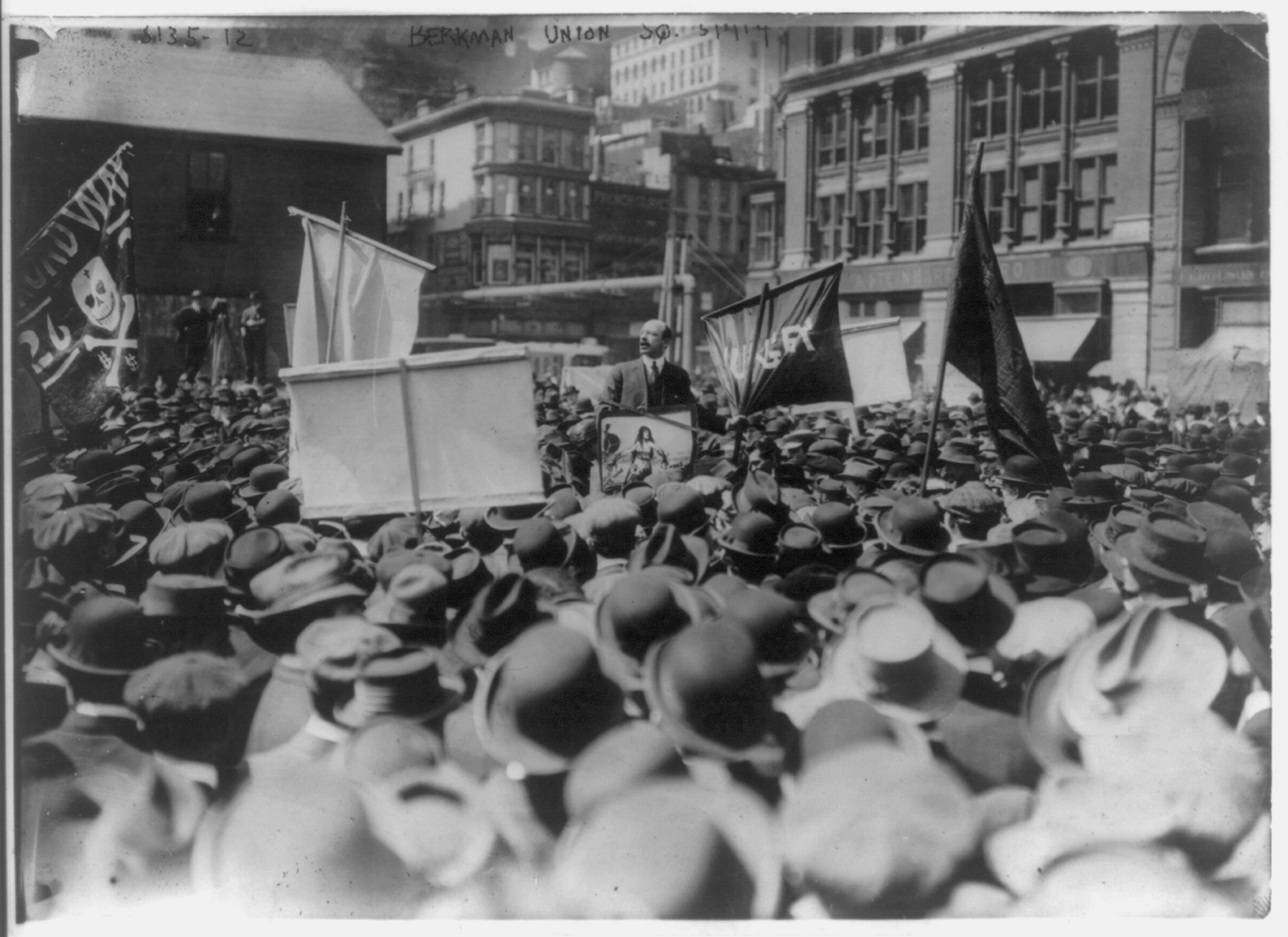
Der Anarchist Alexander Berkman spricht auf dem Union Square in New York (1. Mai 1914)

In dem im Exil in Frankreich  geschriebenen Werk entwickelte Berkman anhand konkreter Fragestellungen die Idee einer anarchistischen Gesellschaft. Es wurde erstmals 1929 von der Vanguard Press veröffentlicht, nachdem Teile 1926 in der anarchistischen Zeitschrift in jiddischer Sprache Freie Arbeiter Stimme erschienen waren. Auf Englisch erschien es unter verschiedenen Titeln: Now and After: The ABC of Communist Anarchism; What is Communist Anarchism? oder What Is Anarchism? Das Buch wurde häufig neu aufgelegt. Aufgrund der verständlichen Sprache, in der es die Philosophie des Anarchismus präsentiert, ist es zu einer der meistgedruckten Einführungen in den Anarchismus geworden. Der Anarchist Stuart Christie (1946–2020) zählte das Werk „zu den besten Einführungen in die Ideen des Anarchismus in englischer Sprache“. Der Historiker Paul Avrich (1931–2006) bezeichnet es als „einen Klassiker“ und schrieb, dass es „die klarste Darstellung des Anarchokommunismus in englischer Sprache oder jeder anderen Sprache“ sei.
Im Routledge Handbook of Anarchy and Anarchist Thought wird es beschrieben als „A simple, clear exposition of what the author labeled „communist anarchism,“ by a life friend and somtime lover of Emma Goldman.“
Das Buch wurde in verschiedene Sprachen übersetzt, auch ins Deutsche.